# Challenger de Yokkaichi 2022
El torneo Yokkaichi Challenger 2022 es un torneo de tenis perteneciente al ATP Challenger Tour 2022 en la categoría Challenger 80. Se trata de la 2ª edición; el torneo tendrá lugar en la ciudad de Yokkaichi (Japón), desde el 21 hasta el 27 de noviembre de 2022 sobre pista dura al aire libre.

## Jugadores participantes del cuadro de individuales
| Favorito | País                    | Jugador              | Rank1 | Posición en el torneo |
| -------- | ----------------------- | -------------------- | ----- | --------------------- |
| 1        | Bandera de Japón        | Kaichi Uchida        | 161   | Semifinales           |
| 2        | Bandera de Australia    | James Duckworth      | 173   | Semifinales           |
| 3        | Bandera de Japón        | Yosuke Watanuki      | 196   | CAMPEÓN               |
| 4        | Bandera de Japón        | Rio Noguchi          | 205   | Primera ronda         |
| 5        | Bandera de China Taipéi | Hsu Yu-hsiou         | 217   | Primera ronda         |
| 6        | Bandera de Rumania      | Nicholas David Ionel | 233   | Cuartos de final      |
| 7        | Bandera de Vietnam      | Lý Hoàng Nam         | 234   | Segunda ronda         |
| 8        | Bandera de Australia    | Dane Sweeny          | 248   | Primera ronda         |

- 1 Se ha tomado en cuenta el ranking del 14 de noviembre de 2022.

### Otros participantes
Los siguientes jugadores recibieron una invitación (wild card), por lo tanto ingresan directamente al cuadro principal (WC):
- Shinji Hazawa
- Shintaro Imai
- Naoki Nakagawa

Los siguientes jugadores ingresan al cuadro principal tras disputar el cuadro clasificatorio (Q):
- Lee Duck-hee
- Yuki Mochizuki
- Makoto Ochi
- Keisuke Saitoh
- Shuichi Sekiguchi
- Colin Sinclair

## Campeones

### Individual Masculino
- Yosuke Watanuki derrotó en la final a  Frederico Ferreira Silva, 6–2, 6–2

### Dobles Masculino
- Hsu Yu-hsiou /  Yuta Shimizu derrotaron en la final a  Masamichi Imamura /  Rio Noguchi, 7–6(2), 6–4